# Spinariella nigrita
Spinariella nigrita är en stekelart som beskrevs av Van Achterberg 2007. Spinariella nigrita ingår i släktet Spinariella och familjen bracksteklar. Inga underarter finns listade i Catalogue of Life.